# هرنن
هرنن (به هلندی: Hernen) یک منطقهٔ مسکونی در هلند است که در ویخن واقع شده‌است.